# Gökçeyaka, Emirdağ
Gökçeyaka là một xã thuộc huyện Emirdağ, tỉnh Afyonkarahisar, Thổ Nhĩ Kỳ. Dân số thời điểm năm 2011 là 93 người.